# Borough londonien de Wandsworth
Pour la ville homonyme, voir Wandsworth (ville).
Le borough londonien de Wandsworth (en anglais : London Borough of Wandsworth) est un borough du Grand Londres. Fondé le 1er avril 1965 par la fusion des boroughs métropolitains de Battersea et de Wandsworth, en partie, ce dernier est en effet scindé en deux, Clapham et la plus grande partie de Streatham se retrouvant désormais dans le borough londonien de Lambeth. En 2019, le borough londonien de Wandsworth compte 329 677 habitants.

## Géographie
Le borough couvre une superficie de 34,26 km2 au sud de la Tamise, ce qui lui donne une densité de population de 9 623 habitants/km2 (2019). Il se compose des quartiers suivants :
- Balham
- Battersea
- Earlsfield
- Furzedown
- Nine Elms
- Putney
- Putney Heath
- Putney Vale
- Roehampton
- Southfields
- Streatham Park
- Tooting
- Wandsworth

## Galerie

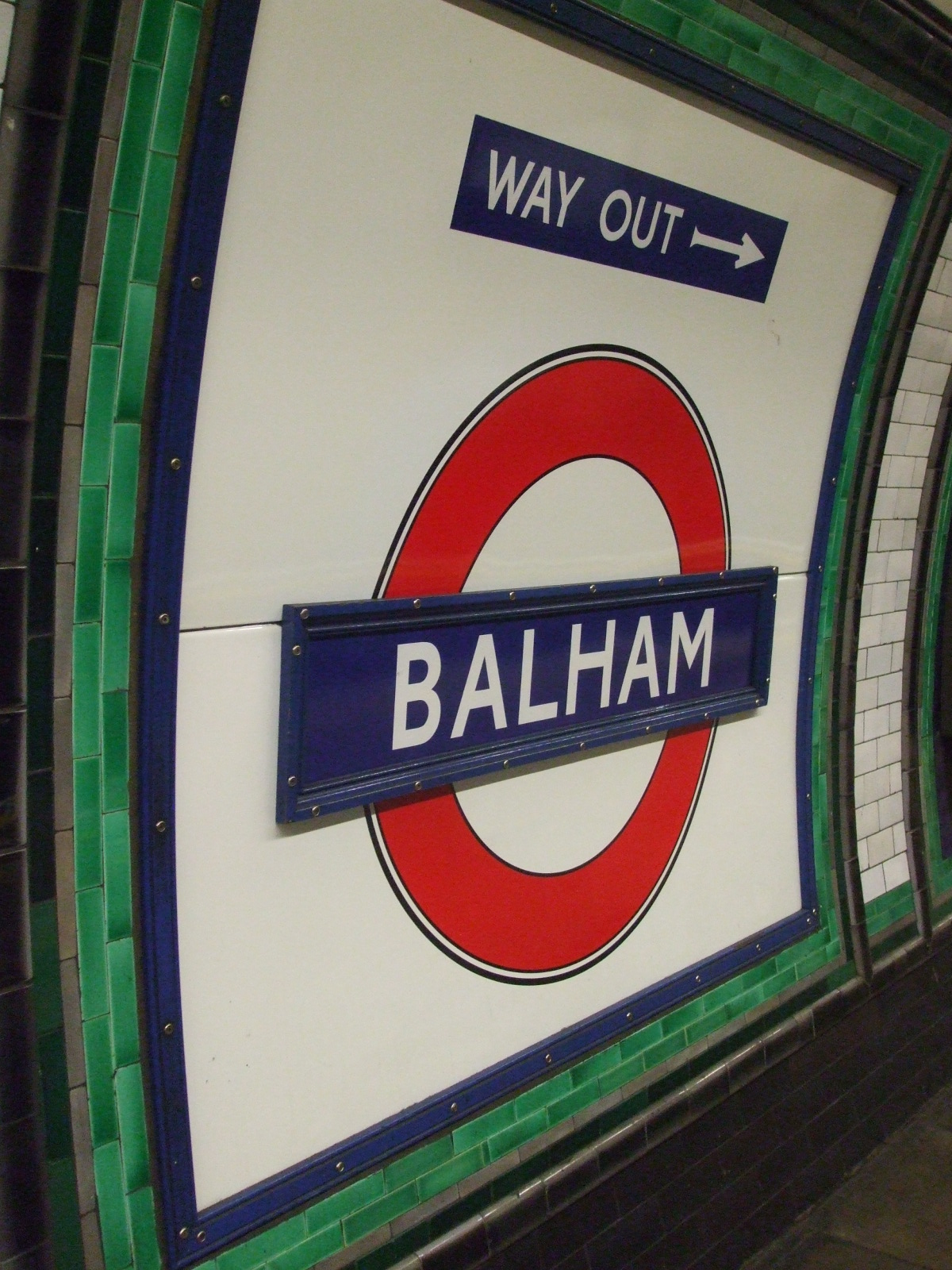
Balham.
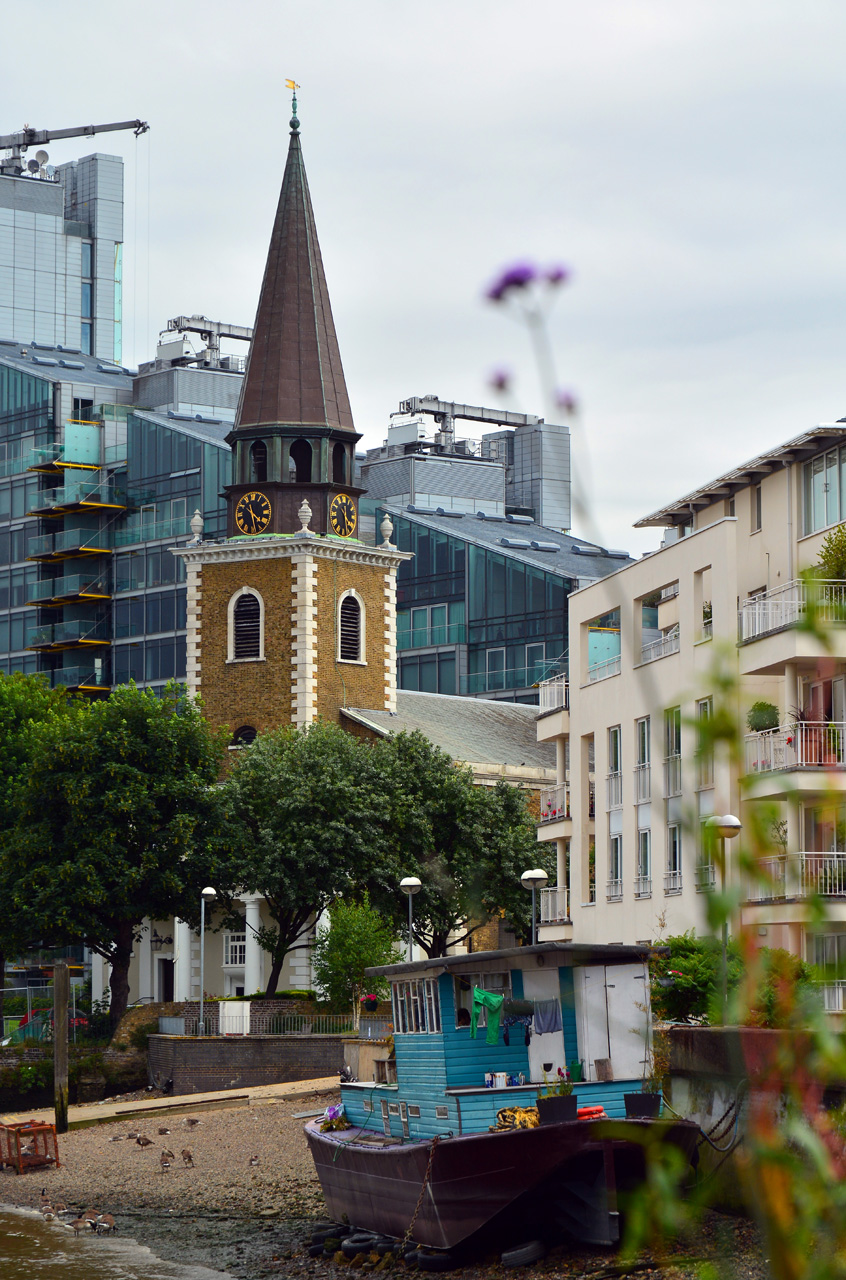
Battersea.
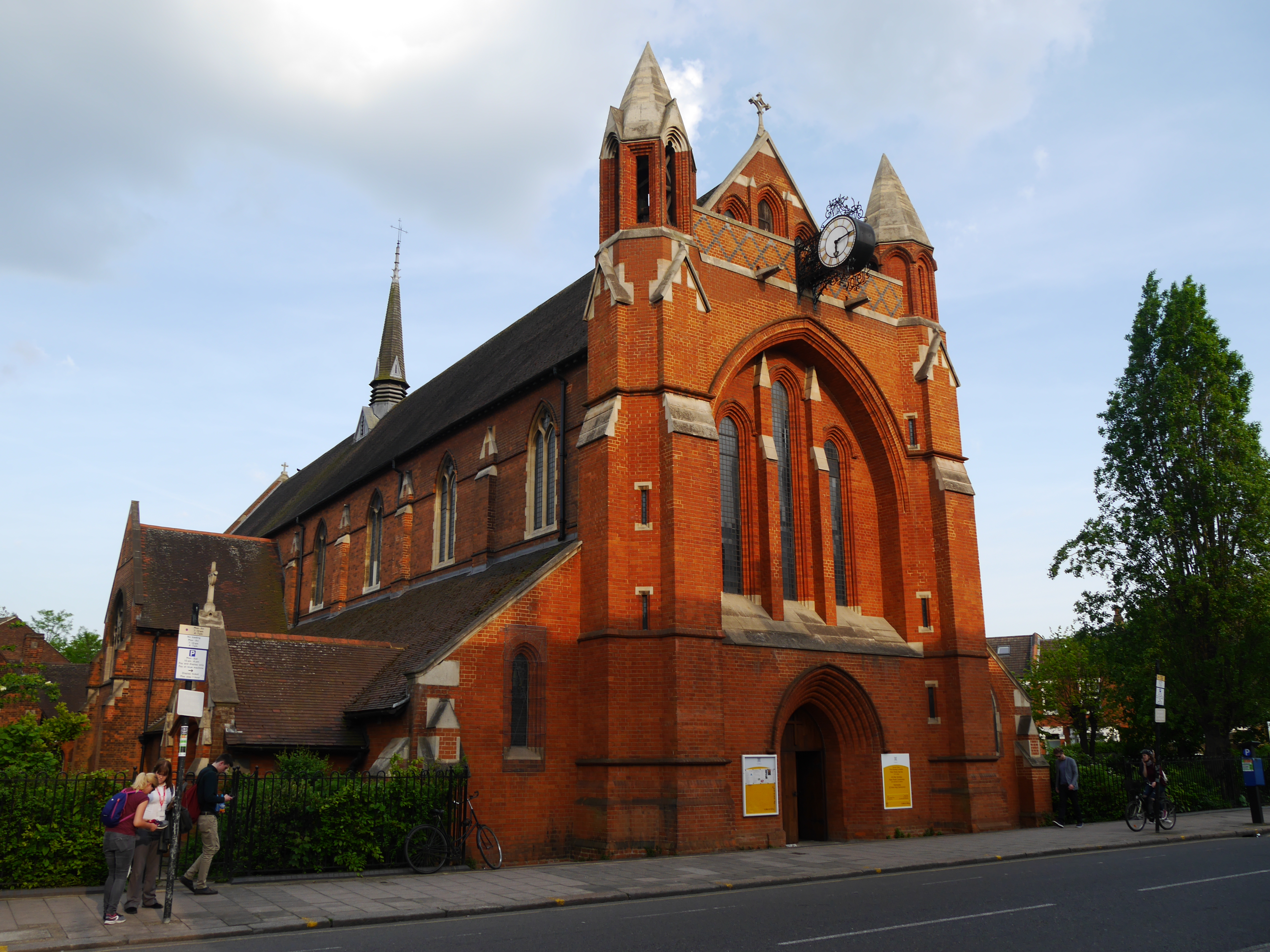
Earlsfield.
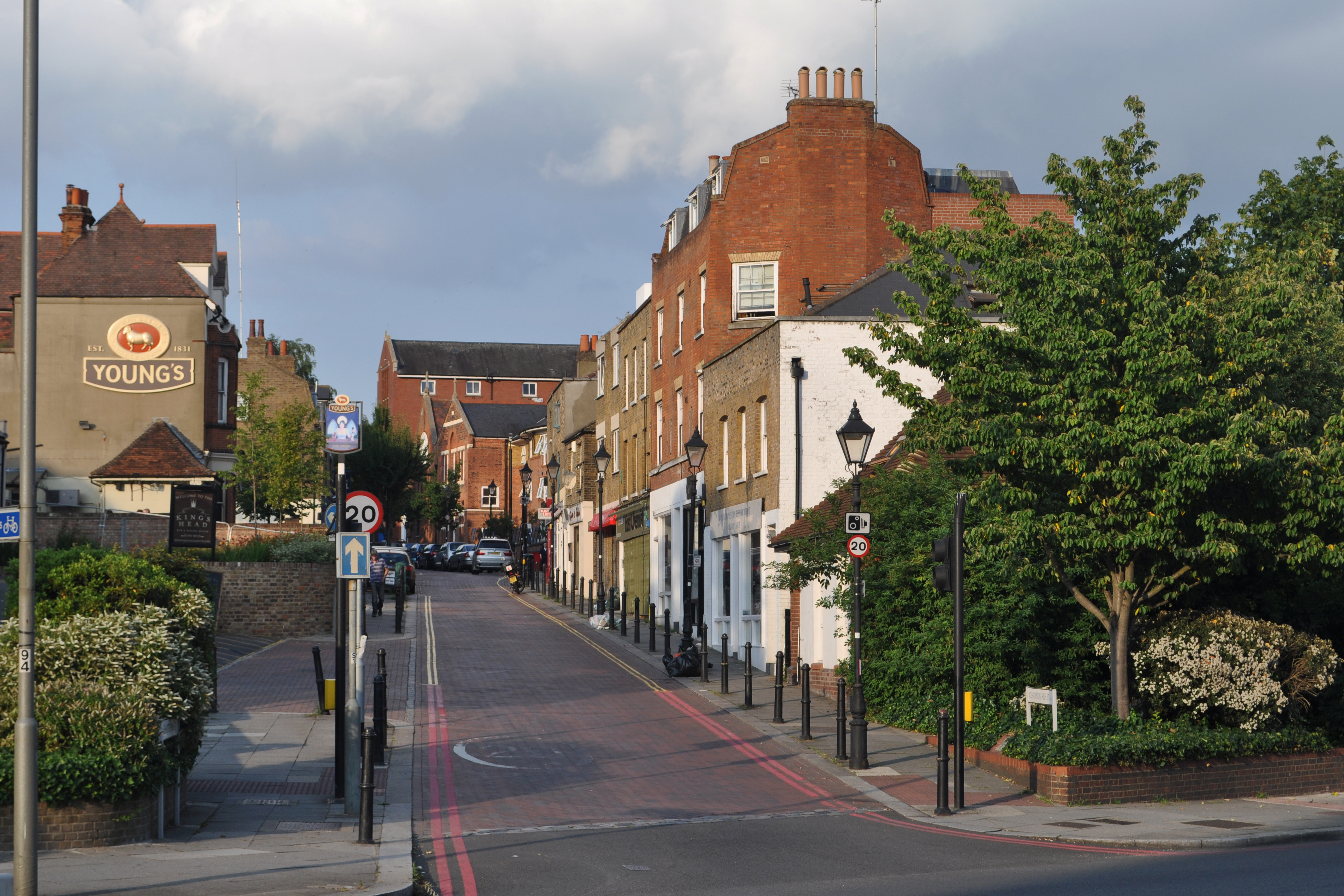
Roehampton.